# Shrewton
Shrewton är en ort och civil parish i Storbritannien.   Den ligger i grevskapet Wiltshire och riksdelen England, i den södra delen av landet, 130 km väster om huvudstaden London. Shrewton ligger 85 meter över havet och antalet invånare är 1 685.
Terrängen runt Shrewton är huvudsakligen platt. Shrewton ligger nere i en dal. Runt Shrewton är det ganska tätbefolkat, med 120 invånare per kvadratkilometer. Närmaste större samhälle är Salisbury, 15,5 km sydost om Shrewton. Trakten runt Shrewton består till största delen av jordbruksmark.